# Henry (Tennessee)
Henry város az USA Tennessee államában, Henry megyében. Lakosainak száma 446 fő (2020. április 1.).

## Népesség
A település népességének változása:

| 2010 | 464 |
| 2020 | 446 |